# 古田敦也のスポーツトライアングル
古田敦也のスポーツトライアングル（ふるたあつやのスポーツトライアングル）は、2012年4月から8月にかけてNHK BS1にて放送されたスポーツのドキュメンタリー番組である。

## 概要
2012年はロンドンオリンピック・パラリンピックが行われた。この大会に出場を目指す日本のアスリートに毎回1人ずつ迫る。ソウルオリンピック銀メダリストでもある野球評論家・古田敦也がその選手の心技体を自らの選手経験を踏まえて分析し、さらにNHKの特殊技術撮影を活かし、選手を科学的に解剖するものであった。
2014年1月にソチオリンピック・パラリンピックの事前特集として、4回の期間限定（この時は古田の冠なし）で放送される。

## 取り上げた選手

### 2012年（ロンドンオリンピック・パラリンピック）
0.プロローグ
1. 上田藍（トライアスロン）
2. 三宅宏実（ウェイトリフティング）
3. 伊藤正樹（トランポリン）
4. 新鍋理沙（バレーボール）
5. 笠原江梨香（テコンドー）
6. 佐々木翔（バドミントン）
7. 江里口匡史（陸上競技・100m）
8. 岸川聖也（卓球）
9. 佐藤真海（走り幅跳び　パラリンピック選手）
10. 秋山里奈（競泳・背泳ぎ　パラリンピック選手）この回に限り視覚障害者を取り上げたため解説放送あり

### 2014年（ソチオリンピック・パラリンピック）
1. 湯浅直樹（アルペンスキー・回転）
2. 青野令（スノーボード・ハーフパイプ）
3. 大澤ちほ（女子アイスホッケー）
4. 葛西紀明（スキージャンプ）